# Võ Hồng Phúc
Võ Hồng Phúc (sinh năm 1945) là một chính khách Việt Nam. Ông nguyên là Bộ trưởng Bộ Kế hoạch và Đầu tư Việt Nam, đại biểu Quốc hội Việt Nam khóa XII.

## Xuất thân
Ông sinh ngày 19 tháng 10 năm 1945, quê ở xã Tùng Ảnh, huyện Đức Thọ, tỉnh Hà Tĩnh.

## Giáo dục
Ông học K11 ngành Kinh tế, Trường Đại học Mỏ - Địa chất.

## Sự nghiệp
Trước khi được bổ nhiệm Bộ trưởng Bộ Kế hoạch và Đầu tư, ông là Thứ trưởng của Bộ này.
Trong nhiệm kì từ 2002 đến 2007, ông cùng Trần Xuân Giá, Lê Đăng Doanh và Phạm Chi Lan là những cố vấn kinh tế của Thủ tướng Phan Văn Khải, đã tư vấn cho chính phủ Việt Nam có những sự điều chỉnh, cũng như chính sách về cải cách hành chính, thu hút đầu tư thông thoáng và hiệu quả, góp phần quan trọng vào mức tăng trưởng hàng năm của Việt Nam.
Tuy nhiên Bộ kế hoạch và đầu tư vẫn còn để tồn tại nhiều vấn đề như quy hoạch treo, giải ngân chậm vốn ODA và tại phiên chất vấn các thành viên chính phủ của kì họp thứ 8 Quốc hội khoá X nước CHXHCN Việt Nam, ngày 25 tháng 11 năm 2005 ông đã thừa nhận rằng cá nhân ông nói riêng và bộ Kế hoạch và đầu tư nói chung đã có những khuyết điểm trong công tác quản lý trong vụ lừa đảo của Nguyễn Đức Chi tại dự án đầu tư khu nghỉ mát Rusalka-Khánh Hoà. Mặc dù vậy, sự tín nhiệm dành cho bộ trưởng Võ Hồng Phúc trong chính phủ của Thủ tướng Nguyễn Tấn Dũng vẫn rất cao do khả năng thu hút đầu tư cũng như uy tín của ông với các tổ chức nước ngoài là khá tốt. Bên cạnh đó dưới sự quản lý của ông, nội bộ của bộ Kế hoạch và đầu tư không xảy ra sự vụ tiêu cực nào nghiêm trọng, đó cũng là lý do để ông Phúc tiếp tục được bổ nhiệm trong chính phủ nhiệm kì 2007 - 2011.